# Invidia (album)
Invidia è il primo album in studio del rapper svizzero Maxi B, pubblicato il 20 luglio 2009 dalla Vibrarecords.

## Descrizione
Prima pubblicazione da solista del rapper, Invidia presenta varie collaborazioni come quelle di Primo (Cor Veleno), Ensi, Daniele Vit, Jack the Smoker e Loretta Grace.
La canzone Destra-Sinistra di Giorgio Gaber venne cantata per la prima volta in uno spettacolo in memoria dell'artista milanese negli studi della TSI. La famiglia Gaber, entusiasta del risultato, ha proposto a Maxi B di inserirla nel suo futuro album. Il pezzo ha la voce originale di Gaber e le rime riscritte dal rapper.
Per la promozione dell'album è stato realizzato un videoclip per il brano Cosa voglio di più, pubblicato nel febbraio 2010 e il cui ritornello è costituito da un campionamento di Anna di Lucio Battisti.

## Tracce
1. Tutto quello che ho – 3:44
2. Batti – 3:17
3. Tu scappi – 3:14
4. Non ti capisco – 3:57
5. Un altro uomo a terra – 3:50
6. Cosa voglio di più – 4:27
7. Amoressia (feat. Daniele Vit) – 4:31
8. Come mi vuoi (feat. Primo) – 3:45
9. Fuori controllo (feat. Metro Stars Matteo Pelli) – 3:54
10. Pompa pompa pompa – 3:44
11. In fuga (Remix) – 3:48
12. Certi amici (feat. Ensi & Metro Stars) – 4:47
13. Non servono parole (feat. Loretta Grace) – 4:02
14. Un buco nell'acqua (feat. Michel) – 3:46
15. Matchpoint (feat. Jack the Smoker) – 3:57
16. Miss indipendente (feat. Metro Stars) – 3:40
17. Destra-Sinistra (feat. Giorgio Gaber) – 3:41
18. Fra le nuvole – 3:52
19. Paura (Ghost Track) – 2:41